# Jozef Piaček
Jozef Piaček (Zlaté Moravce, 20 giugno 1983) è un ex calciatore slovacco, di ruolo difensore.

## Caratteristiche tecniche
Giocava nel ruolo di difensore centrale.

## Carriera

### Club
Vanta una presenza in Coppa Intertoto, 6 partite e 1 rete in Coppa UEFA con lo Skonto, 7 incontri di Coppa UEFA con lo Žilina, 8 sfide di Europa League con la stessa squadra slovacca e 12 partite e 2 gol in Champions League sempre con lo Žilina.

## Palmarès

### Club

#### Competizioni nazionali
- Campionato slovacco: 2

Žilina: 2009-2010, 2011-2012
- Coppa di Slovacchia: 1

Žilina: 2011-2012